# Hypoxie cérébrale
 (octobre 2019).
Si vous disposez d'ouvrages ou d'articles de référence ou si vous connaissez des sites web de qualité traitant du thème abordé ici, merci de compléter l'article en donnant les références utiles à sa vérifiabilité et en les liant à la section « Notes et références ».
 Mise en garde médicale
L'hypoxie cérébrale est une forme d'hypoxie (un apport réduit en oxygène, ou plus précisément une inadéquation entre les apports et les besoins en oxygène), impliquant spécifiquement le cerveau.
Quand le cerveau est complètement privé d'oxygène, le terme utilisé est plutôt l'anoxie cérébrale.

## Symptomatologie
Il existe différents symptômes de l'hypoxie cérébrale qui sont d'une gravité variable, fonction du degré et de la durée de réduction d'apport en O2 : troubles de la concentration, troubles cognitifs, troubles moteurs, troubles de l'élocution, céphalées brutales, hallucinations, perte de connaissance, crise d'épilepsie...
Cette symptomatologie peut être transitoire si l'hypoxie est prise en charge rapidement ou laisser des séquelles à long terme.
L'hypoxie cérébrale néonatale est d'ailleurs la principale étiologie des lésions cérébrales périnatales acquises et graves.

## Causes d'hypoxie ou d'anoxie cérébrale
On peut citer différentes causes d'hypoxie ou d'anoxie cérébrale :
- Des maladies pneumologiques (asthme, pneumopathie, BPCO...) ou des troubles ou perturbations de la mécanique ventilatoire (inhalation de corps étrangers, noyade, hypoventilation alvéolaire...) qui diminuent l'approvisionnement en O2
- Des causes ischémiques (AVC)
- Des causes toxiques (inhalation de fumées ou de monoxyde de carbone)
- Des causes cardiaques (cardiopathies cyanogènes, arrêts cardiorespiratoires...)
- Des causes hémorragiques (car le transport en oxygène se fait par le biais de l'hémoglobine)
- La haute altitude, où la concentration en oxygène est plus faible ("mal des montagnes")[2]

## Traitement
Le traitement de l'hypoxémie cérébrale à la phase aigüe se fait principalement par le traitement de la cause, l'augmentation des apports en oxygène et les mesures de neuroprotection (comme la prévention des ACSOS ou le maintien en hypothermie modérée).